# Carsten Volquardsen
Carsten Volquardsen (* 27. April 1902 in Flensburg; † 23. Mai 1941 in Kania, auf Kreta) war ein deutscher politischer Funktionär und SA-Führer, zuletzt im Rang eines Brigadeführers.

## Leben
Volquardsen trat 1917 in die Unteroffiziervorschule in Mölln ein. Nach dem Ersten Weltkrieg wurde er in die Reichswehr übernommen, der er bis zum 30. September 1931 angehörte. Während dieser Zeit wurde er am 1. April 1927 zum Leutnant befördert.
Ende 1931 schloss Volquardsen sich der Sturmabteilung und der Nationalsozialistischen Deutschen Arbeiterpartei an. 1932 wurde er Adjutant der SA-Standarte 85. Vom Herbst 1932 bis Frühjahr 1933 leitete er das Lockstedter Lager, das vom Reichskuratorium für Jugendertüchtigung betrieben wurde. Ende 1934 wurde Volquardsen mit dem Aufbau und der Leitung der SA-Gruppenschule Nordsee auf Gut Stift in Altenholz beauftragt. Im Januar 1935 wurde er zum Stabsführer der von Joachim Meyer-Quade geführten SA-Gruppe Nordsee (auch häufig als Gruppe Nordmark bezeichnet) ernannt. Diesen Posten bekleidete er bis zu seinem Tod. Ende Januar 1941 stieg er in der SA bis zum Brigadeführer auf.
Anlässlich der Reichstagswahl 1938 kandidierte Volquardsen erfolglos auf der „Liste des Führers zur Wahl“ für den Reichstag. Am Abend des 9. November 1938 wurde Volquardsen von Meyer-Quade, der mit dem Gauleiter Hinrich Lohse in München war, telefonisch beauftragt, die antijüdischen Pogrome im Rahmen der Reichskristallnacht in Schleswig-Holstein einzuleiten. Als Hauptorganisator instruierte er dazu um Mitternacht die wichtigsten schleswig-holsteinischen SA-Führer bei einer  eilends einberufenen Versammlung. Außerdem wies er die Feuerwehr Kiel vorab an, die Synagoge Goethestraße nicht zu löschen, sondern nur ein Übergreifen zu verhindern. Außerdem arrangierte Volquardsen eine Besprechung von Vertretern der Gau- und Kreisleitung, der SA, der SS, des SD und der Kriminalpolizei, in der beschlossen wurde, dass für den ermordeten Ernst vom Rath „mindestens zwei Juden aus Kiel mit dem Tode zu büßen hätten.“ Dazu wurden die Herren Lask und Lewen ausgewählt, auf die je ein gemischtes Kommando aus SA und SS angesetzt wurde. Die Männer wurden laut einem von Volquardsen verfassten Bericht am Morgen nach dem Pogrom in schwerverletztem Zustand in die Universitätsklinik Kiel eingeliefert, überlebten aber.
Kurz nach dem Überfall auf Polen meldete Volquardsen sich als Freiwilliger. Er fiel als Oberleutnant und Kompaniechef eines Fallschirmjägerregiments bei der Schlacht um Kreta. Sein Grab befindet sich auf dem Deutschen Soldatenfriedhof Maleme.